# Publicación científica

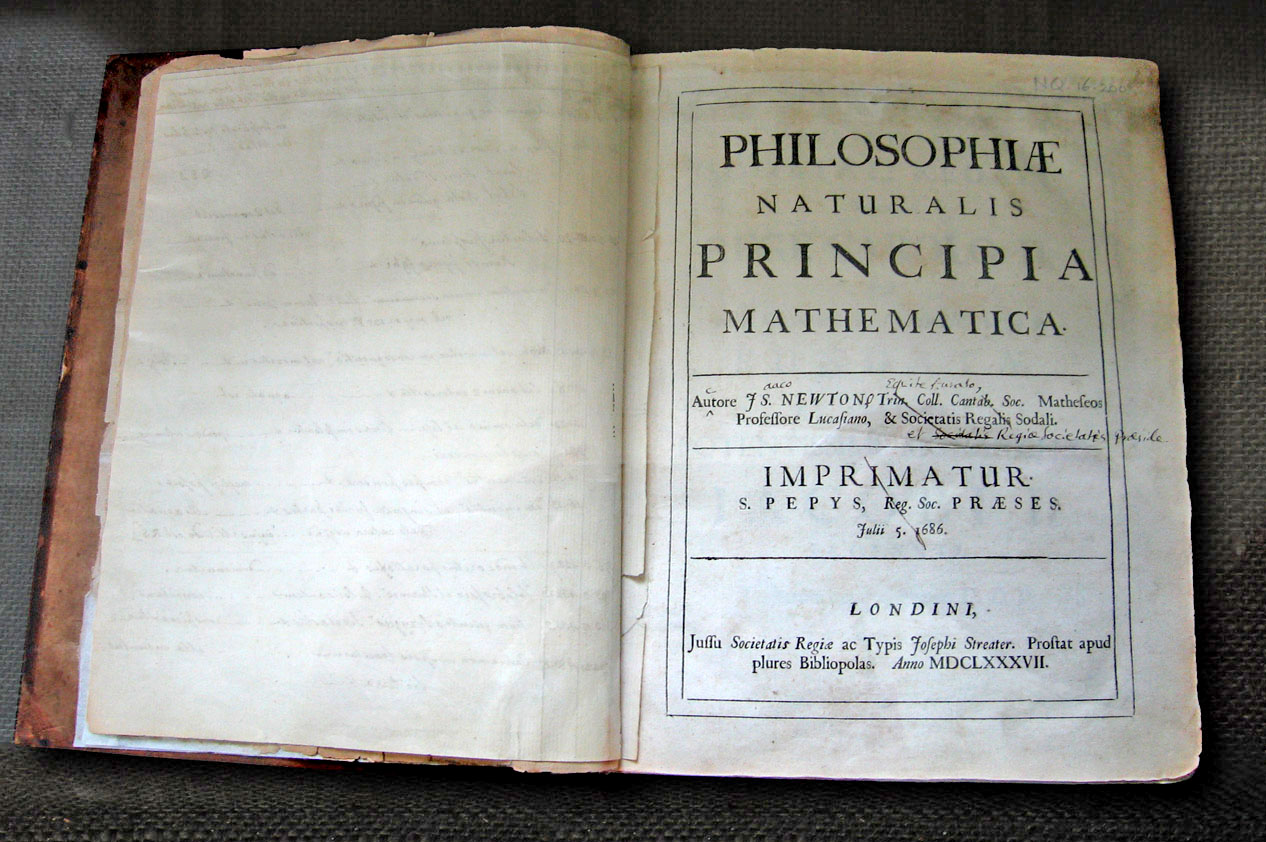
La publicación de las conclusiones de un trabajo científico es lo que lo convierte en ciencia.

Un texto científico, o sea, una publicación científica o comunicación científica, es uno de los últimos pasos de cualquier investigación científica, previo al debate externo.
Comenzaron con cartas personales entre los científicos, libros y publicaciones periódicas (como anuarios o revistas científicas). Actualmente la herramienta más avanzada es internet (uno de los objetivos, en su nacimiento, y que se revela de gran utilidad, es su uso como un mecanismo para comunicar las distintas fases de las investigaciones científicas entre científicos y militares localizados en distintas partes del mundo). Si el hallazgo científico es de gran trascendencia o actualidad, también se utilizan los medios de difusión masiva y las ruedas de prensa, aunque se considera poco respetable hacerlo antes de haberlo comunicado a la comunidad científica.
Además de su uso genérico, suele denominarse específicamente como comunicación a un tipo de texto científico, más o menos breve, originalmente concebido para su transmisión oral; especialmente el remitido a un congreso o simposium para que esté a disposición de los asistentes, dé lugar o no a una conferencia leída realmente en esa reunión. Muy habitualmente se publican conjuntamente.

## La ciencia como saber público
La ciencia se distingue de otros saberes no científicos (como la alquimia, por ejemplo) por la publicidad a que se obliga el científico con respecto a las conclusiones de su trabajo. La pseudociencia, en cambio, se basa fundamentalmente en la promoción y publicación, pero sin control científico previo ni posterior. No es de extrañar que entre los best seller haya más pseudociencia que ciencia.[¿Por qué?]
Hay quien habla incluso de un comunismo científico, pues publicar los trabajos es renunciar a tenerlos en exclusiva para uno mismo y ponerlos a disposición de toda la comunidad científica y la sociedad. Eso no significa no recibir la remuneración correspondiente al trabajo científico, que debe estar protegido por patentes, derechos de autor o la forma correspondiente de propiedad intelectual. No obstante es muy corriente que los que producen trabajos científicos estén motivados fundamentalmente por la difusión del mismo, que les produce reconocimiento social o simplemente la satisfacción de compartir lo producido.
Así se entiende, por ejemplo, el trabajo mancomunado y no remunerado de esta Wikipedia.
En cuanto a la difusión de las investigaciones y, en general, del conocimiento científico.
Es discutible si es éticamente aceptable que una empresa o un estado pueda mantener secreta una actividad científica por razones económicas o militares, o hasta qué punto puede hacerlo.

### Comparación internacional

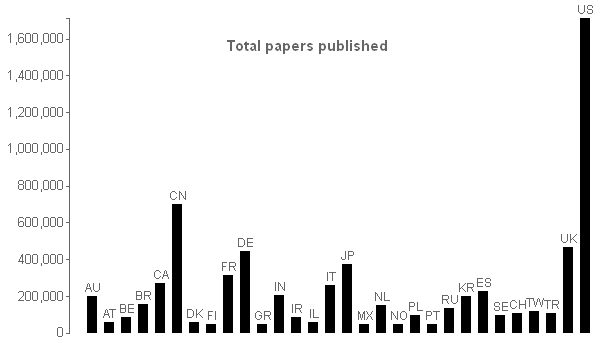
Número de artículos científicos publicados por país entre 2008 y 2012. Estados Unidos y China son los países que tienen mayor producción científica.

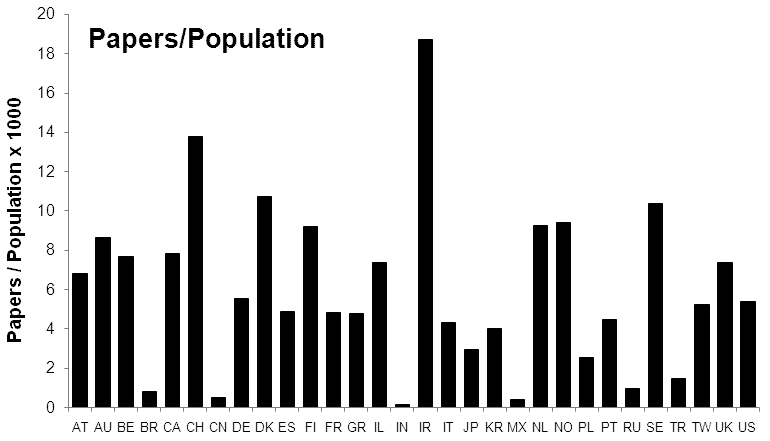
Número de artículos científicos per cápita, entre 2008 y 2012. Irlanda y Suiza poseen los mejores resultados en este indicador.

El número de publicaciones científicas presenta gran variabilidad de un país a otro. El principal factor es el número de científicos de cada país, así Estados Unidos o China encabezan las listas mundiales de población ya que tienen las mayores poblaciones de científicos trabajando en universidades y centros de investigación. Una comparación más razonable del desempeño de un país es el número de publicaciones per cápita, es decir, el volumen de producción científica calificada en relación con su población.
Cuando se compara el número de publicaciones per cápita de los diferentes países se observa que el principal factor que explica estas diferencias es la renta per cápita, que puede explicar hasta un 56% de la varianza observada. Por tanto el número de artículos publicados por país puede aproximarse a la relación:

{\displaystyle N=P\cdot \mathrm {PIB} _{pc}\cdot D}

Donde:
{\displaystyle P} es la población total,
{\displaystyle \mathrm {PIB} _{pc}} es el PIB per cápita,
{\displaystyle D}, una medida del desempeño científico del país.

### Publica o muere
La expresión «¡Publica o muere!» (del inglés Publish or perish) se ha convertido en un tópico que refleja con claridad la necesidad que tiene un científico de ver su trabajo reconocido institucionalmente para poder avanzar, permanecer o promocionar en su carrera profesional. Este énfasis, sin embargo, a menudo genera consecuencias indeseadas, tanto en la calidad de las publicaciones e investigaciones como en la de otras funciones asociadas, como la docencia. Además, este tópico también tiene un impacto negativo en la salud, aumentando el estrés laboral, y en las relaciones sociales y profesionales de este colectivo.
El número de artículos científicos publicados es una medida de la repercusión de la actividad de un científico o grupo investigador, y por tanto de su importancia. Hay mecanismos que refinan esa medida, como el análisis de citas (que muestra la cantidad de veces que otros científicos citaron un determinado paper ("artículo" o "publicación", en español), e incluso mecanismos que refinan ese parámetro (como el índice de citación o el índice h).
De todas maneras, el mecanismo publicación-cita es una poderosa herramienta para que un grupo de científicos, autocitándose y acogiendo en sus revistas las publicaciones de sus afines, se autopromuevan en conjunto. Lo mismo ocurre en la política académica y de las universidades.
La diferencia entre la evaluación de la cantidad, calidad y repercusión de las publicaciones en cada disciplina científica, y entre ciencias y humanidades (polémica de las dos culturas) ha dado origen a consideraciones de orden diverso, sobre la conveniencia o no de someterlas a los mismos principios de evaluación, sobre todo por sus consecuencias en la investigación y docencia, la vida intelectual y universitaria.

### Revistas científicas
Las revistas Science y Nature se disputan el puesto de revista científica más importante en las ciencias experimentales. Estas revistas son altamente selectivas con lo que publican y están reservadas a los descubrimientos más notorios o que pueden tener un impacto más amplio en diversas áreas de la ciencia.
Además de revistas generalistas como Science o Nature, existen algunos miles de revistas que se caracterizan por su alta especialización. Este tipo de revista se ha convertido en el referente para el trabajo científico debido a que sólo se publican artículos que han sido sometidos a controles externos y al juicio entre pares (llamado en inglés peer review, "revisión de pares"). Estas revistas se clasifican de acuerdo con su factor de impacto, que se calcula a partir del número de trabajos publicados en esas revistas que son publicados por otras revistas. Las ciencias sociales no disponen de un consenso generalizado que destaque un número tan reducido de revistas.[cita requerida]

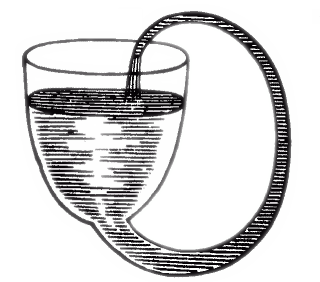
La «paradoja hidrostática de Boyle», publicada por Papin en el Philosophical Transactions (1685).

## Historia de las publicaciones científicas
Entre las primeras publicaciones científicas se encuentran el Journal des sçavans (Denis de Sallo, París, 5 de enero de 1665), las Philosophical Transactions of the Royal Society (Royal Society, Inglaterra) y las Acta Eruditorum (Leipzig, Otto Mencke), ambas de finales del siglo XVII. En ese momento, el acto de publicar investigación científica era controvertido e incluso ridiculizado. No era inusual que un nuevo descubrimiento se anunciara como un anagrama, reservando la prioridad al descubridor, pero indescifrable para cualquiera que no compartiera el secreto. Aunque publicaban en ambas revistas (la inglesa y la alemana), tanto Isaac Newton como Leibniz usaban ese sistema y recelaban de la prioridad de sus descubrimientos, lo que les llevó a una feroz disputa (en el caso del cálculo diferencial e infinitesimal). Lógicamente, el método no era eficaz.[¿Por qué?]
El sociólogo Robert K. Merton ha encontrado que el 92 % de los casos de descubrimiento simultáneo del siglo XVII terminaron en disputa. El número de disputas descendió a un 72 % en el siglo XVIII, 59 % en la segunda mitad del XIX y 33 % en la primera mitad del XX. El descenso en las reclamaciones de prioridad en los descubrimientos se debe atribuir a la creciente aceptación de la publicación de las investigaciones en las modernas revistas científicas.
Instituciones como la Royal Society o la Académie des sciences se anticiparon en su consideración de que la ciencia solo puede avanzar mediante un intercambio de ideas abierto y transparente respaldado por pruebas experimentales.
«Las sesiones de academia, la correspondencia epistolar entre investigadores o la edición restringida de monografías y libros en ediciones locales e idiomas nativos, no eran métodos ágiles ni eficaces para difundir y validar los nuevos conocimientos (por ejemplo, los trabajos de Mendel tardaron treinta años en ser redescubiertos). La solución más plausible consistió en la publicación de artículos cortos adaptados a un formato estándar (los populares papers) en revistas de circulación mundial (los populares journals), escritas en un lenguaje aceptable por la comunidad científica: el inglés.
En la actualidad las nuevas tecnologías han revolucionado el crecimiento y acceso a las publicaciones científicas. En la década de 1980 empezaron a aparecer las publicaciones de acceso abierto en las que cualquier usuario, científico o no, podía acceder a las bases de datos de publicaciones de ciertas revistas.

## Características de las publicaciones científicas

### Características generales
- Claridad, se consigue a través de oraciones y expresiones no ambiguas, ordenadas y sin sobreentendidos. El orden es predecible y las informaciones se ordenan secuencialmente en cada nivel.
- Precisión, los textos científicos tienden a evitar terminología ambigua y la subjetividad, y en su lugar emplean términos unívocos (términos con un solo significante y significado). A veces precisar un contenido involucra matizar o citar casos, lo cual a veces es difícil de contraponer con el propósito de claridad.
- Verificabilidad, los textos científicos tienden a basarse en fuentes verificables, por lo que es común que el texto cite las fuentes de numerosas afirmaciones. Muchas afirmaciones se acompañan de gráficos, estadísticas y tablas que muestran cuantitativamente lo afirmado.
- Universalidad, posibilidad de que los hechos tratados puedan ser comprendidos en cualquier parte del mundo por cualquier miembro del grupo al que va dirigido. Para ello se recurre a una terminología específica que se puede traducir con mucha facilidad de una lengua a otra. Estos términos científicos, también llamados tecnicismos, suelen ser unívocos, ya que designan una única y precisa realidad.
- Objetividad, se le da primacía a los hechos y datos sobre las opiniones y valoraciones subjetivas del autor. Cuando se introducen hipótesis, es frecuente citar las diferentes posibilidades de explicar un hecho (hipótesis alternativas).

### Características lingüísticas
Las características lingüísticas de estos textos se deben a los siguientes factores:
- La necesidad de usar la lengua culta y/o especializada.
- El uso de las formas expresivas propias de la materia tratada.
- El respeto a las cualidades propias del estilo científico.
- La consideración de la capacidad del receptor.

#### Léxico
- Posición de una terminología propia, constituida por tecnicismos y cultismo denotativos, monosémicos, unívocos y descriptivos.
- Repetición de palabras.
- Empleo de un código heterogéneo o metalenguaje.

#### Morfosintaxis
- Predominio de sustantivo.
- Abundante complementación.
- Sustantivos precedidos de determinantes.
- Uso del artículo con valor generalizador.
- Escasez de adjetivos calificativos con predominio de los especificativos.
- Nominalización.
- Uso del indicativo con predominio del presente (atemporal)
- Empleo de aposiciones.
- Empleo de oraciones enunciativas.
- Empleo de oraciones atributivas y pasivas.
- Predominio de la yuxtaposición y la coordinación frente a la subordinación.
- Subordinada adjetivas (especificativas>explicativas)
- Oraciones temporales y condicionales.

## Publicaciones científicas paródicas, fraudulentas o extravagantes
Con un fin no únicamente humorístico, sino procurando marcar los límites de lo que debería ser la publicación científica admisible, surgieron publicaciones científicas paródicas (la primera fue Journal of Irreproducible Results "Revista de resultados irreproducibles" -se supone que una de las condiciones de la práctica científica es la reproducibilidad-), donde científicos reconocidos publican artículos aparentemente convencionales en cuanto a su jerga, ámbito, metodología de investigación y estructura de presentación (la clásica suele ser: Introducción, Material y métodos, Resultados, Discusión, Bibliografía); pero con asuntos tales como llenar con viruta de poliestireno expandido el Gran Cañón del Colorado. Para las ciencias sociales, similar objetivo tuvieron los difundidos artículos de Carlo Maria Cipolla recopilados en el libro Allegro ma non tropo.
La presencia de notables científicos en el campo de la ciencia ficción establece una fluida relación entre ambas; concretamente presentados con la estructura de las comunicaciones científicas, Isaac Asimov (químico de formación) publicó una serie completa de cuentos sobre la tiotimolina resublimada y sus propiedades; que se ha llegado a considerar un modelo perfecto de artículo científico, excepto en que es una sustancia de ficción.
En ocasiones se han dado provocaciones menos aparentes, pero igualmente inverosímiles, que intencionalmente se han presentado a revistas científicas serias y han pasado los controles y se han llegado a publicar, para ser luego denunciadas por el autor; como el llamado escándalo Sokal.
Otro tipo de casos, completamente diferentes en cuanto a la intención de los autores, son los fraudes en la investigación científica o la presentación apresurada de conclusiones, a veces fuera de los cauces científicos, para lograr notoriedad mediática, y que más tarde o más temprano son descubiertos y denunciados, como el doctor Hwang Woo-Suk, científico coreano que afirmaba haber conseguido avances espectaculares en clonación.
También se produce la publicación de investigaciones científicas completamente bienintencionadas, pero que contienen algún extremo (su tema, su presentación o sus conclusiones) tan extravagante que llega a ser cómica. Una revista paródica similar a la citada (Annals of Improbable Research) concede para ellos un premio, denominado Ig Nobel, que suele ser recibido comprensivamente por los científicos afectados.

## La crisis de precios de las publicaciones académicas
Los precios de subscripción de las revistas científicas han subido por encima de la tasa de inflación de otros productos durante décadas. Esta inflación crónica se debe a diversos factores. Cada revista difunde hallazgos científicos únicos y por tanto económicamente son productos únicos que no pueden ser reemplazados en una biblioteca por otra revista más barata basada en la misma materia (por no existir substituibilidad en los artículos científicos). Esta característica de las publicaciones científicas permite a la editorial que divulga la revista un comportamiento monopolístico. Las revistas científicas varían enormemente en calidad, al igual que varían en calidad los autores que publican en ellas. Las revistas de mayor calidad son demandadas por los académicos que piden que sean objeto de subscripción de las bibliotecas de sus instituciones, frecuentemente, sin tener en cuenta o no conocer demasiado sobre los costes de subscripción. Esto conduce a una baja elasticidad de la demanda de las revistas de mayor calidad, que frecuentemente son también más caras.